# Timonel de yate a vela y motor

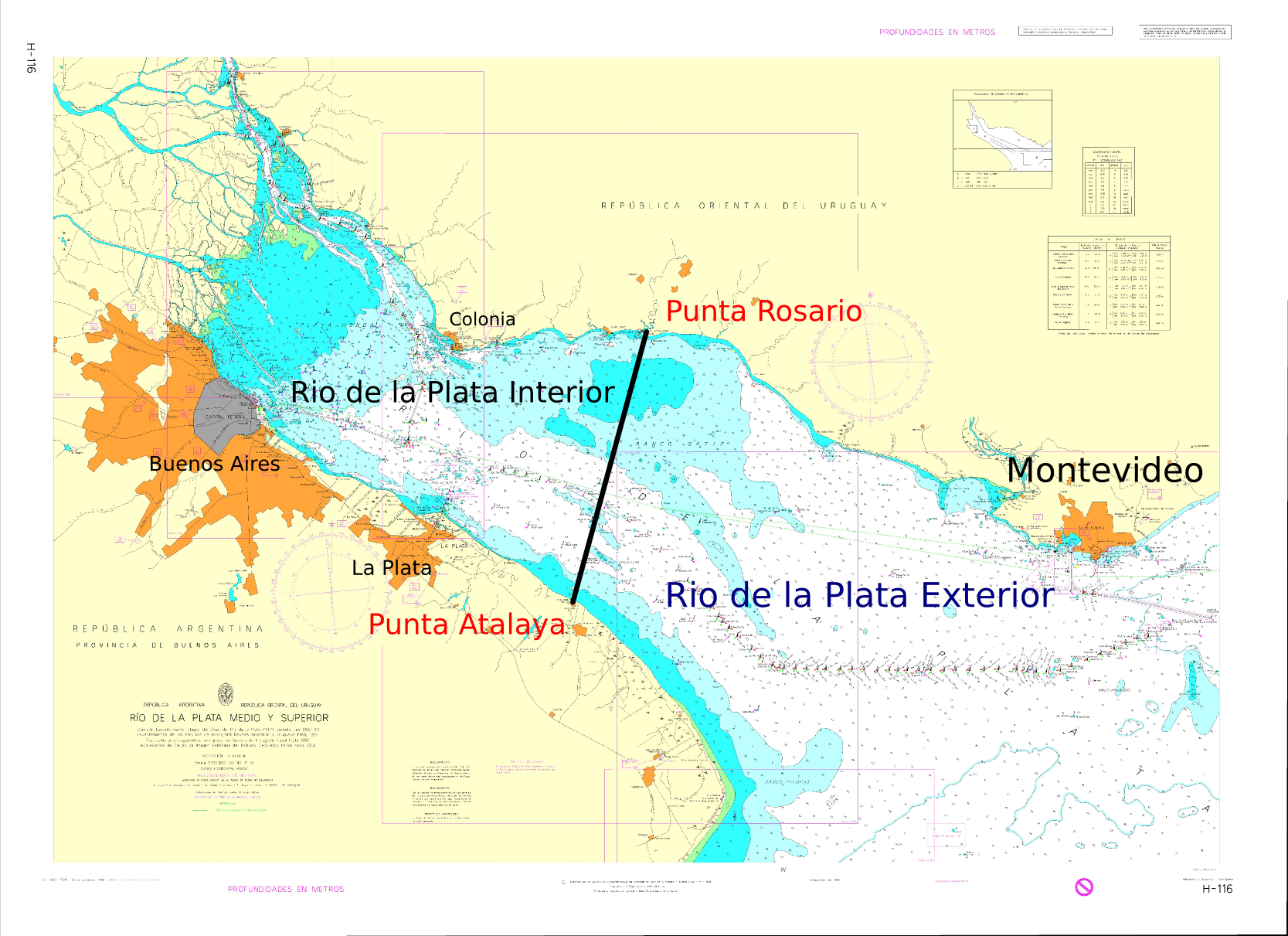
Área del Río de la Plata en la que le está permitido navegar a un timonel.

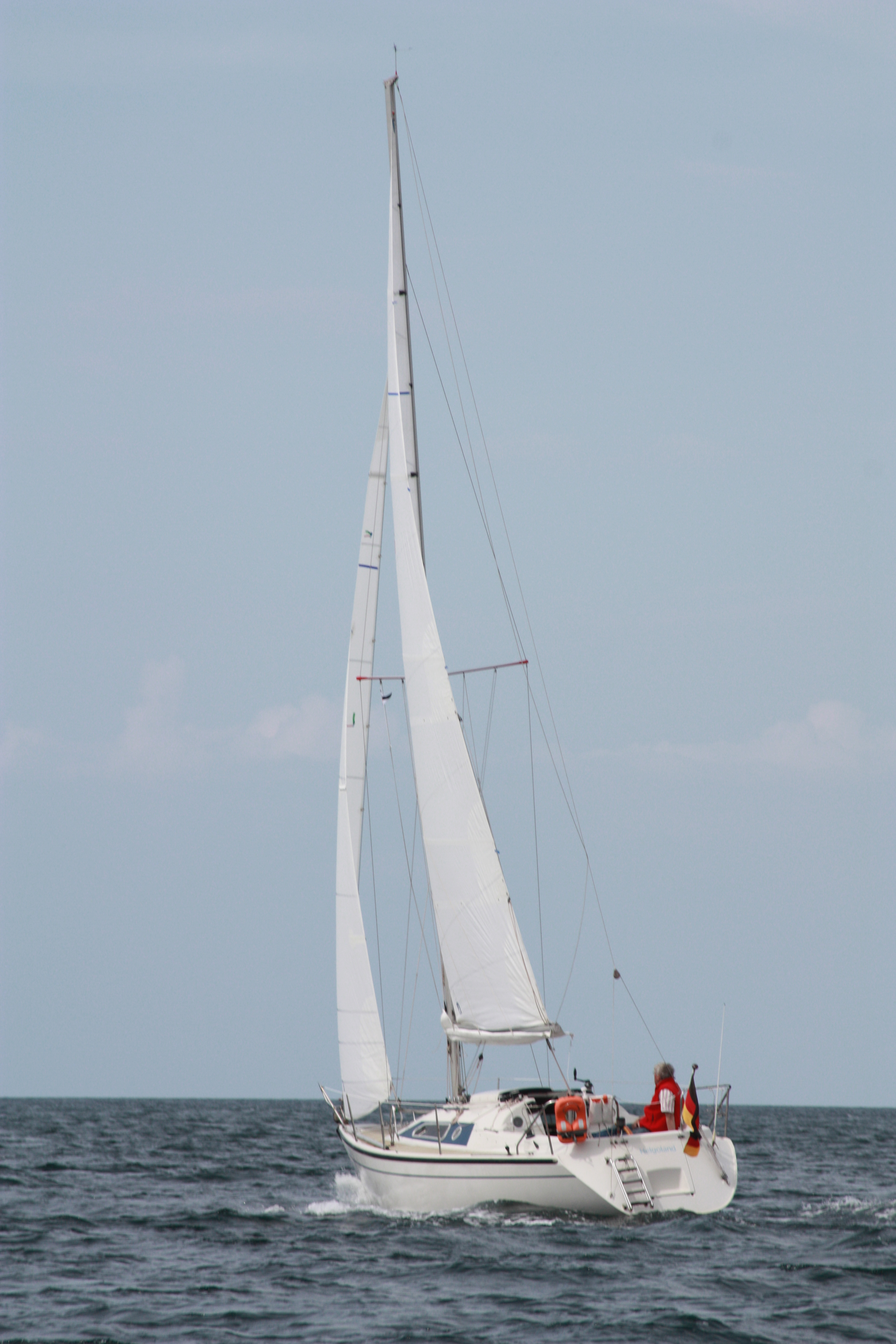
Embarcación a vela

El timonel es la persona que gobierna el timón de una embarcación.

## Requisitos para la obtención de la licencia (brevet)

### En Argentina
En Argentina el brevet es otorgado por la Prefectura Naval Argentina.
El trámite permite obtener la certificación de timonel de yate cuando se desee efectuar el gobierno de embarcaciones deportivas de hasta 12 metros de eslora, que realicen navegación lacustre fluvial en toda su extensión: Río de la Plata interior, que es la zona al oeste de la línea imaginaria que une Punta Atalaya (en Argentina) con Punta Rosario (en Uruguay). En zona marítima, el brevet permite navegar en los lugares que establezca la dependencia de Prefectura. Según legislaciones vigentes este carnet permite el uso de embarcaciones no mayores a 12 metros de eslora y de potencia ilimitada.
La vigencia es de 5 años, renovables por el mismo periodo.
- Haber cumplido 18 años.
- Presentar un certificado médico que acredite aptitud psicofísica y audiovisual para la práctica de la navegación deportiva.
- Superar un examen teórico tipo test y trabajar con cartas náuticas.[2]
- Aprobar un examen práctico.[3]

### En España
El equivalente en España es una combinación entre los brevets de patrón de yate (de 20 m de eslora y 60 millas de distancia de la costa), el de patrón de embarcaciones de recreo (de 12 m de eslora y 12 millas de distancia de la costa) y el de patrón de navegación básica (de 7.5 m de eslora y menos de 5 millas de distancia de la costa).